# Selling Sunset
Selling Sunset, ou Du soleil à revendre au Québec, est une émission de téléréalité américaine diffusée depuis le 21 mars 2019 partout dans le monde sur le service Netflix, incluant les pays francophones.
L'émission suit principalement la vie privée et professionnelle d'un groupe d'agentes immobilières travaillant pour l'agence The Oppenheim Group, spécialisée dans la vente de propriétés haut de gamme à Los Angeles,,.
Elle est également à l'origine d'une franchise avec un spin-off, Selling the OC, lancé en 2022, ainsi que d'autres émissions reprenant le même concept mais mettant en scène d'autres agences comme Selling Tampa (2021) et Selling the City (2025-)

## Distribution
Directeur Artistique de la Version Française : Mathieu Richer
| Agent                     | Saison     | Saison     | Saison     | Saison     | Saison     | Saison     | Saison     | Saison     |            |
| Agent                     | 1          | 2          | 3          | 4          | 5          | 6          | 7          | 8          |            |
| ------------------------- | ---------- | ---------- | ---------- | ---------- | ---------- | ---------- | ---------- | ---------- | ---------- |
| Chrishell Stause          | Principale | Principale | Principale | Principale | Principale | Principale | Principale | Principale |            |
| Mary Fitzgerald / Bonnet  | Principale | Principale | Principale | Principale | Principale | Principale | Principale | Principale |            |
| Brett Oppenheim           | Principal  | Principal  | Principal  | Principal  | Principal  | Principal  | Principal  | Principal  |            |
| Jason Oppenheim           | Principal  | Principal  | Principal  | Principal  | Principal  | Principal  | Principal  | Principal  |            |
| Heather Young / El Moussa | Principale | Principale | Principale | Principale | Principale | Principale | Récurrente |            |            |
| Maya Vander               | Principale | Principale | Principale | Principale | Principale | Invitée    |            | Invitée    |            |
| Christine Quinn           | Principale | Principale | Principale | Principale | Principale |            |            |            |            |
| Davina Potratz            | Récurrente | Principale | Principale | Principale | Principale | Récurrente | Invitée    |            |            |
| Romain Bonnet             | Récurrent  | Principal  | Principal  | Récurrent  | Récurrent  | Récurrent  | Principal  | Principal  |            |
| Amanza Smith              |            | Principale | Principale | Principale | Principale | Principale | Principale | Principale |            |
| Nicole Young              |            |            | Invitée    | Invitée    | Invitée    | Principale | Principale | Principale | Principale |
| Emma Hernan               |            |            |            | Principale | Principale | Principale | Principale | Principale |            |
| Vanessa Villela           |            |            |            | Principale | Principale |            |            |            |            |
| Chelsea Lazkani           |            |            |            |            | Principale | Principale | Principale | Principale |            |
| Bre Tiesi                 |            |            |            |            |            | Principale | Principale | Principale |            |
| Alanna Whittaker          |            |            |            |            |            |            |            | Principale |            |

## Production
Les quatre premières saisons sont composées de huit épisodes. La deuxième saison est diffusée le 22 mai 2020 et la troisième le 7 août 2020. Elle est ensuite renouvelée pour une quatrième saison, diffusée le 24 novembre 2021.

## Épisodes

### Saison 1 (2019)
| Première saison (2019) |                                          |                               |                   |
| №                      | Titre original                           | Titre français                | Date de diffusion |
| ---------------------- | ---------------------------------------- | ----------------------------- | ----------------- |
| 1                      | If Looks Could Sell                      | Il ne suffit pas d'être belle | 22 mars 2019      |
| 2                      | Can't Have Your Cake and Eat It Too      | On ne peut pas tout avoir     | 22 mars 2019      |
| 3                      | (Real) Diamonds Are a Girl's Best Friend | Une bague en (faux) diamants  | 22 mars 2019      |
| 4                      | Loose Lips Sink Relationships            | Des secrets mal gardés        | 22 mars 2019      |
| 5                      | The One That Got Away                    | Celle qu'on aurait aimé avoir | 22 mars 2019      |
| 6                      | Real Estate Hunger Games                 | Que la meilleure gagne        | 22 mars 2019      |
| 7                      | It Takes Two to Make a Thing Go Right    | L'union fait la force         | 22 mars 2019      |
| 8                      | The Gloves Come Off                      | En toute franchise            | 22 mars 2019      |

### Saison 2 (2020)
| Deuxième saison (2020) |   |                                      |                                        |                   |
| №                      | # | Titre original                       | Titre français                         | Date de diffusion |
| ---------------------- | - | ------------------------------------ | -------------------------------------- | ----------------- |
| 9                      | 1 | Let the Real Estate Games Begin      | Que les jeux commencent                | 22 mai 2020       |
| 10                     | 2 | Billionaires Have Compounds          | Une propriété pour milliardaires       | 22 mai 2020       |
| 11                     | 3 | Sorry, Not Sorry                     | Désolée, mais j'assume                 | 22 mai 2020       |
| 12                     | 4 | The Red Engagement Party             | Une fête de fiançailles toute en rouge | 22 mai 2020       |
| 13                     | 5 | I’m No Soldier                       | Je ne suis pas un soldat               | 22 mai 2020       |
| 14                     | 6 | The Wait Will Be Worth the Wait      | Une attente qui en vaut la peine       | 22 mai 2020       |
| 15                     | 7 | That’s Why They Call It Real Estress | L'immo-stress                          | 22 mai 2020       |
| 16                     | 8 | Karma’s Gonna Get You                | Karma                                  | 22 mai 2020       |

### Saison 3 (2020)
| Troisième saison (2020) |   |                               |                                     |                   |
| №                       | # | Titre original                | Titre français                      | Date de diffusion |
| ----------------------- | - | ----------------------------- | ----------------------------------- | ----------------- |
| 17                      | 1 | Back to Business              | Retour aux affaires                 | 7 août 2020       |
| 18                      | 2 | Confidence is Key             | Question de confiance               | 7 août 2020       |
| 19                      | 3 | The Biggest Agent in the Room | Question d’ego                      | 7 août 2020       |
| 20                      | 4 | Everybody Loves Mary          | Tout pour Mary                      | 7 août 2020       |
| 21                      | 5 | (Bad) News Travels Fast       | Les (mauvaises) nouvelles vont vite | 7 août 2020       |
| 22                      | 6 | One Text Changes Everything   | Un texto bouleversant               | 7 août 2020       |
| 23                      | 7 | Two Sides to Every Story      | Une histoire, deux versions         | 7 août 2020       |
| 24                      | 8 | A Not so White Wedding        | Le mariage                          | 7 août 2020       |

### Saison 4 (2021)
| Quatrième saison (2021) |    |                          |                                      |                   |
| №                       | #  | Titre original           | Titre français                       | Date de diffusion |
| ----------------------- | -- | ------------------------ | ------------------------------------ | ----------------- |
| 25                      | 1  | Very High Heels to Fill  | De très hauts talons à gravir        | 24 novembre 2021  |
| 26                      | 2  | New Friends, Old Enemies | Nouvelles amies, vieilles ennemies   | 24 novembre 2021  |
| 27                      | 3  | Rival Arrival            | Bousculade sur l'estrade             | 24 novembre 2021  |
| 28                      | 4  | The Emma Dilemma         | Le dilemme Emma                      | 24 novembre 2021  |
| 29                      | 5  | Let Sleeping Dogs Lie    | Ne pas réveiller le chien qui dort   | 24 novembre 2021  |
| 30                      | 6  | A House for a Hero       | Une super-maison pour un super-héros | 24 novembre 2021  |
| 31                      | 7  | Back on the Market       | Sur tous les fronts                  | 24 novembre 2021  |
| 32                      | 8  | The Truth Hurts          | La vérité fait mal                   | 24 novembre 2021  |
| 33                      | 9  | The Beginning of the End | Le début de la fin                   | 24 novembre 2021  |
| 34                      | 10 | One Last Hail Mary       | Dernière chance de salut             | 24 novembre 2021  |

### Saison 5 (2022)
| Cinquième saison (2022) |    |                             |                                   |                   |
| №                       | #  | Titre original              | Titre français                    | Date de diffusion |
| ----------------------- | -- | --------------------------- | --------------------------------- | ----------------- |
| 35                      | 1  | Game Changer                | Coup de théâtre                   | 22 avril 2022     |
| 36                      | 2  | New Blood                   | Du sang neuf                      | 22 avril 2022     |
| 37                      | 3  | Coming for All Your Coin    | La croqueuse de contrats          | 22 avril 2022     |
| 38                      | 4  | Bad Bitches Don't Cry       | Surtout pas de larmes             | 22 avril 2022     |
| 39                      | 5  | Do You Think We're Friends? | Les meilleures amies du monde     | 22 avril 2022     |
| 40                      | 6  | Step Up or Step Out         | Mettre le paquet ou les voiles    | 22 avril 2022     |
| 41                      | 7  | It's Getting Personal       | Coups de griffes et dents longues | 22 avril 2022     |
| 42                      | 8  | She's Your Problem Too      | Un problème partagé               | 22 avril 2022     |
| 43                      | 9  | Sabotage in Stilettos       | Sabotage en talons aiguilles      | 22 avril 2022     |
| 44                      | 10 | Nothing Remains the Same    | Rien n’est plus comme avant       | 22 avril 2022     |
| 45                      | 11 | The Reunion                 | Retrouvailles                     | 6 mai 2022        |

### Saison 6 (2023)
| Sixième saison (2023) |    |                                |                                    |                   |
| №                     | #  | Titre original                 | Titre français                     | Date de diffusion |
| --------------------- | -- | ------------------------------ | ---------------------------------- | ----------------- |
| 46                    | 1  | I Wanted to Hate You           | Succomber à la haine ?             | 19 mai 2023       |
| 47                    | 2  | TBD on Bre                     | Prudence est mère de sûreté        | 19 mai 2023       |
| 48                    | 3  | Old Deals Die Hard             | Les vieux dossiers ont la vie dure | 19 mai 2023       |
| 49                    | 4  | Between You and Bre            | Des secrets ébruités               | 19 mai 2023       |
| 50                    | 5  | Miss Management                | Management en péril                | 19 mai 2023       |
| 51                    | 6  | Mary In The Middle             | Mary entre deux feux               | 19 mai 2023       |
| 52                    | 7  | If You Can't Stand The Heat... | Attention, chaud bouillant         | 19 mai 2023       |
| 53                    | 8  | Bre Bites Back                 | Bre se braque                      | 19 mai 2023       |
| 54                    | 9  | Lawsuits and Listings          | Litiges et listings                | 19 mai 2023       |
| 55                    | 10 | Something's Gotta Give         | Une pression innsupportable        | 19 mai 2023       |
| 56                    | 11 | It's Not Worth It              | Tout ça pour quoi ?                | 19 mai 2023       |

### Saison 7 (2023)
| Septième saison (2023) |    |                                     |                                                 |                   |
| №                      | #  | Titre original                      | Titre français                                  | Date de diffusion |
| ---------------------- | -- | ----------------------------------- | ----------------------------------------------- | ----------------- |
| 57                     | 1  | The Real Estate Apocalypse          | L'apocalypse de l'immobilier                    | 3 novembre 2023   |
| 58                     | 2  | Mean Girl Sh*t                      | Cruelle Chrishell                               | 3 novembre 2023   |
| 59                     | 3  | House of Horrors                    | La villa des horreurs                           | 3 novembre 2023   |
| 60                     | 4  | Namaste Out of Everyone's Business  | Namasté-vous de vos affaires                    | 3 novembre 2023   |
| 61                     | 5  | Setting The Stage for Disaster      | Un beau décor pour un désastre                  | 3 novembre 2023   |
| 62                     | 6  | It's Not the Size of the Listing... | Ce n'est pas la taille du mandat qui compte ... | 3 novembre 2023   |
| 63                     | 7  | Cabo San Loco                       | Chaos à Cabo                                    | 3 novembre 2023   |
| 64                     | 8  | Oppenheim Wine                      | Le "vin Oppenheim"                              | 3 novembre 2023   |
| 65                     | 9  | The Enemy of My Enemy               | L'ennemie de mon ennemie                        | 3 novembre 2023   |
| 66                     | 10 | Pack it up, pack it in              | Avec armes et bagages                           | 3 novembre 2023   |
| 67                     | 11 | Commission Impossible               | Commission impossible                           | 3 novembre 2023   |
| 68                     | 12 | Reunion                             | Retrouvailles                                   | 15 novembre 2023  |

### Saison 8 (2024)
| Septième saison (2023) |    |                              |                                        |                   |
| №                      | #  | Titre original               | Titre français                         | Date de diffusion |
| ---------------------- | -- | ---------------------------- | -------------------------------------- | ----------------- |
| 69                     | 1  | The Girls are Back in Town   | Dernier à tomber, premier à se relever | 6 septembre 2024  |
| 70                     | 2  | Who Wears the Pants?         | Sans pantalon ...                      | 6 septembre 2024  |
| 71                     | 3  | Cat’s Out of the Birkin Bag  | La vérité sort du Birkin               | 6 septembre 2024  |
| 72                     | 4  | Sitting on a Secret          | Son secret si bien gardé               | 6 septembre 2024  |
| 73                     | 5  | Once Alanna Time in the West | Il était une Alanna dans l'Ouest       | 6 septembre 2024  |
| 74                     | 6  | Don’t Rain on My Parade      | Pluie et petits fours                  | 6 septembre 2024  |
| 75                     | 7  | Sides are Chosen             | Choisis ton camp                       | 6 septembre 2024  |
| 76                     | 8  | Down on Your Potluck         | Au petit bonheur la chance             | 6 septembre 2024  |
| 77                     | 9  | Two Listings and a Funeral   | Deux biens et un enterrement           | 6 septembre 2024  |
| 78                     | 10 | World War Bre                | Bre s'en va-t-en guerre                | 6 septembre 2024  |
| 79                     | 11 | Burning Down the House       | Le feu aux poudres                     | 6 septembre 2024  |

## Franchise

### Émissions dérivées
L'émission est à l'origine d'une franchise : 
- Selling Tampa, diffusée en 2021. L'émission suit l'agence Allure Realty en Floride. Elle est annulée après la diffusion de sa première et unique saison[7].
- Selling the OC, diffusée depuis 2022. Il s'agit d'un spin-off direct de Selling Sunset et suit une autre agence de The Oppenheim Group. Plusieurs agents de ce spin-off font parfois des apparitions dans certains épisodes de l'émission originale, et inversement. Jason Oppenheim est également présent dans l'émission, tandis que Brett Oppenheim y fait des apparitions récurrentes[8].
- Selling the City, diffusée depuis 2025. L'émission suit l'agence Douglas Elliman à New York.

### Jeu vidéo
Le 4 septembre 2024, un jeu vidéo officiel est mis en ligne par Netflix à destination des smartphones et accessible via l'application Netflix Stories. Il s'agit d'un jeu narratif dans lequel le joueur peut créer son propre personnage qui devient un nouvel agent de l'agence The Oppenheim Group. Le joueur peut faire différents choix qui ont une influence sur la suite du jeu. Plusieurs membres de l'équipe apparaissent dans le jeu.